# 北西郷村
北西郷村（きたさいごうむら）は福井県三方郡にあった村。現在の美浜町の北西端にあたる。

## 地理
- 海洋 ： 若狭湾
- 湖沼 ： 久々子湖、日向湖（三方五湖）
- 山岳 ： 岳山、梅丈岳
- 岬 ： 常神岬

## 歴史
- 1898年（明治31年）4月1日 - 西郷村の区域の内、大字早瀬、大字笹田及び大字日向の区域が分立して、北西郷村が発足する。
- 1939年（昭和14年）1月5日 - 村の沖合でブリ漁の伝馬船2隻が転覆。漁師55人が行方不明[1]。
- 1954年（昭和29年）2月11日 - 南西郷村、北西郷村、耳村及び山東村が合併して、美浜町が発足する。

## 交通

### 道路
現在は旧村域を三方五湖レインボーラインが通過するが、当時は未開通。